# Диоцез Скары

Герб диоцеза

Расположение диоцеза

Диоцез Скары — диоцез Церкви Швеции, был сформирован в XI веке. До Реформации католическое епископство. Диоцез насчитывает 51 приход. С 2012 года епископом является Оке Боннье.
В 2014 году диоцез отпраздновал свой 1000-летний юбилей. Кафедральным собором диоцеза является Кафедральный собор Скары.

## История

### Католический период
Диоцез был основан примерно в 990 году в Скаре, столице страны гётов (Гётланд); он охватывал эту территорию примерно до 1100 года, когда восточная часть диоцеза была преобразована в отдельный диоцез Линчёпинга. Диоцез был суффраганом архиепархии Гамбург-Бремена (990—1104), архиепархии Лунда (1104—1164) и, наконец, архиепархии Уппсалы (1164—1530). Эта самая древняя епархия в Швеции включала в себя провинции Вестергётланд и Вермланд.
Святой Бринольф Альготссон — самый известный епископ Скары. Он на протяжении 18 лет учился в Парижском университете, стал деканом Линчёпинга, а в 1278 году — епископом Скары. Он издал уставы в 1231 году и составил гимны и другие произведения, среди которых «Житие Святой Елены из Шёвде», которая была убита в 1140 году и канонизирована папой Александром III. Святой Бринольф умер 6 февраля 1317 года. В 1417 году папа Мартин V причислил Бринольфа к лику святых.
Епископ Скары Винсент Хеннингс был обезглавлен королём Кристианом II во время Стокгольмской кровавой бани 8 ноября 1520 года, хотя он громко протестовал на пути к эшафоту против несправедливости его осуждения. 

### ПослеРеформации
На Вестеросской ассамблеи в 1526 году было решено, что государственной религией Швеции станет лютеранство. Однако протестантизация церкви не была окончательно завершена до Уппсальского Синода в 1593 году. После Реформации Вермланд стал частью диоцеза Мариестада, а затем перешёл в диоцез Карлстада.
Назначенный в 1523 году преемник Хеннингса Магнус Харальдссон, несмотря на просьбу короля Густава I Вазы, не был одобрен папой. В том же году папа назначил епископом францисканца Франческо де Потенцу, но теперь уже король отказался принять его. Поначалу покорный Густаву I епископ Магнус Харальдссон принял участие в восстании 1529 года. Он был низложен королём, который в 1530 году назначил на его место протестанта Свенда Якобссона.

## Епископы после Реформации
- Франческо де Потенца, 1523, не рукоположен.
- Магнус Харальдссон, 1522—1529
- Свено Якоби, 1530—1540
- Эрик Свенссон Хьорт, 1544—1545
- Эрик Фальк, 1547—1558
- Эрик Педерссон Хвасс, 1558—1560
- Эрик Николай Сварт, 1561—1570
- Якоб Йоханнис, 1570—1595, смещён в 1593 году, но сохранял титул до 1595 года.
- Хенрик Гадоленус, 1593, назначен на Уппсальском Синоде в 1593 году, но не рукоположен.
- Петрус Кенисиус, 1595—1609
- Паулюс Паули, 1612—1616
- Свено Свенонис, 1618—1639
- Йонас Магни Вексионенсис, 1640—1651
- Олоф Фристадиус, 1651—1654
- Йоханнес Кемпе, 1655—1673
- Иоганн Баазиус Младший, 1673—1677
- Андреас Омениус, 1677—1684
- Хакин Спегель, 1685—1691
- Петрус Йоханнис Рудбекиц, 1692—1701
- Йеспер Сведберг, 1702—1735
- Петрус Шилльберг, 1736—1743
- Даниэль Юслениус, 1744—1752
- Энгельберт Галениус, 1753—1767
- Андерс Форссениус, 1767—1788
- Туре Вейдман, 1789—1828
- Свен Лундблад, 1829—1837
- Йохан Альберт Буч, 1837—1875
- Андерс Фредрик Бекман, 1875—1894
- Эрнст Якоб Кейсер, 1895—1905
- Хьялмар Данелл, 1905—1935
- Густав Люнггрен, 1935—1950
- Ингве Рудберг, 1951—1955
- Свен Данелл, 1955—1969
- Хельге Братгорд, 1969—1985
- Виноград Карл-Гуннар, 1985—1989
- Ларс-Йоран Леннермарк, 1989—2004
- Эрик Аврелий, 2004—2012
- Оке Боннье, 2012—